# Legea acțiunii maselor
Legea acțiunii maselor este un model matematic care explică (și anticipează) ca un echilibru dinamic comportarea reactanților și a produselor (rezultanților) unei reacții chimice reversibile ce se desfășoară la temperatură constantă.
Legea acțiunii maselor (Guldberg - Peter Waage) spune:
Pentru o reacție de echilibru, raportul dintre produsul concentrațiilor produșilor de reacție si produsul concentrațiilor reactanților este o constantă.
{\displaystyle aA+bB\iff cC+dD} 

{\displaystyle K={[C]^{c}\cdot [D]^{d} \over [A]^{a}\cdot [B]^{b}}}
(K = constanta de echilibru la o temperatură dată)